# Gynoplistia clavipes
Gynoplistia clavipes là một loài ruồi trong họ Limoniidae. Chúng phân bố ở miền Australasia.